# Streptoprocne zonaris
Streptoprocne zonaris е вид птица от семейство Бързолетови (Apodidae).

## Разпространение
Видът е разпространен в Антигуа и Барбуда, Аржентина, Барбадос, Белиз, Боливия, Бразилия, Венецуела, Гренада, Гваделупа, Гватемала, Гвиана, Доминика, Доминиканската република, Еквадор, Кайманови острови, Колумбия, Коста Рика, Куба, Мартиника, Мексико, Монсерат, Никарагуа, Панама, Парагвай, Перу, Пуерто Рико, Салвадор, Сейнт Китс и Невис, Сейнт Лусия, Сейнт Винсент и Гренадини, Суринам, САЩ, Тринидад и Тобаго, Френска Гвиана, Хаити, Хондурас и Ямайка.